# OpenEdge ABL
Az OpenEdge Advanced Business Language, vagy röviden OpenEdge ABL (korábban Progress 4GL) egy üzleti alkalmazásfejlesztő nyelv, melyet a  Progress Software Corporation (PSC) hozott létre és tart karban. A nyelv osztálya tipikusan egy negyedik generációs programozási nyelv, amely angolhoz hasonló v. angol-szerű szintaxist használ a szoftver fejlesztés leegyszerűsítésére. A nyelvet PROGRESS-nek vagy Progress 4GL-nek hívták a 10.0-s verzió kiadása előtt, de a PSC 2006-ban a OpenEdge Advanced Business Language-re (OpenEdge ABL) változtatta, azért, hogy leküzdjék azt az ipari feltételezést, mi szerint a 4GL-es nyelvek rosszabb képességekkel rendelkeznek, mint más nyelvek. A nyelv egy részhalmazát SpeedScript-nek hívják és web alkalmazás fejlesztésre használják.
Az OpenEdge ABL segít a fejlesztőknek az alkalmazás fejlesztésben, opcionálisan használva a saját integrált relációs adatbázisát és programozási eszközeit. Ezek az alkalmazások hordozhatók a számítógépes rendszerek között és lehetővé teszik számos népszerű adatforrás elérését az adatelérés módjának ismerete nélkül. Ez azt jelenti, hogy ezen termékek végfelhasználójának nem kell tudatában lennie a mögöttes architektúrának.
A negyedik generációs nyelv és a relációs adatbázis kombinációjával az OpenEdge ABL lehetővé teszi a gyors alkalmazásfejlesztés modell használatát a szoftverfejlesztésben. A fejlesztő, de még a végfelhasználó is tud készíteni egy gyors prototípust az integrált fejlesztő környezet és GUI eszközök használatával.

## Verziótörténet
| Kiadás dátuma      | Verzió                                                                                              | Megjegyzések |
| ------------------ | --------------------------------------------------------------------------------------------------- | --- |
| 1984               | Első kereskedelmi kiadás                                                                            | |
| 1989               | 5-ös verzió                                                                                         | |
| 1990               | 6-os verzió                                                                                         | |
| 1993               | 7-es verzió                                                                                         | |
| 1995               | 8-as verzió                                                                                         | |
| 1998               | 9-es verzió                                                                                         | |
| 2002. december 10  | Progress Dynamics 2.0                                                                               | bejelentették az OpenEdge üzleti platform alkalmazás környezetét |
| 2004. február 17.  | OpenEdge 10                                                                                         | bejelentése |
| 2005               | OpenEdge Studio csomagok: - Progress Version 9 - Progress WebClient - Progress Dynamics Version 2.1 | |
| 2006. február 8.   | OpenEdge 10.1                                                                                       | bejelentették az ABL objektumorientált kiterjesztését, és egy új auditing szolgáltatást |
| 2007. február 13.  | OpenEdge 10.1b                                                                                      | bejelentették, hogy támogatást adnak a 64 bites adatformátumokhoz |
| 2008. április 15.  | OpenEdge 10.1c                                                                                      | bejelentették az első üzleti alkalmazás fejlesztő platformot, amelyik támogatja az IPv6-t |
| 2008. november 3.  | OpenEdge 10.2A                                                                                      | bejelentették az új OpenEdge GUI-t a .NET-hez, mely lehetővé teszi a fejlesztők számára, hogy modern WinForms-stílusú UI-t készítsenek anélkül, hogy elhagynák az OpenEdge környezetet. |
| 2009. december     | OpenEdge 10.2B                                                                                      | kiadás javított OpenEdge GUI .Net integrációt és további online adatbázis funkciókat nyújt. |
| 2011. december     | OpenEdge 11.0 kiadás                                                                                | bevezette a patent-pending multi-tenancy, multi-Cloud fejlesztési opciókat és a kiterjesztett platform támogatást. |
| 2012. június       | OpenEdge 11.1 kiadás                                                                                | teljesítményi és hatékonysági eszközöket nyújtott a SaaS (software as a service) és Cloud alkalmazások fejlesztéséhez. Továbbá erősebb biztonságot nyújtott párosulva a leegyszerűsített felhasználói autentikációval.                                                                         |
| 2013. február      | OpenEdge 11.2 kiadás                                                                                | továbbfejlesztett mobilitási képességeket nyújtott: vizuális tervezés és UI eszköztár telefon- és táblagépalkalmazásokhoz, REST támogatás az OpenEdge alkalmazásszerverhez, JavaScript Data Binding támogató könyvtárak, és "írd meg egyszer, futtasd bárhol" támogatás iOS-hoz és Androidhoz; |
| 2013 nyár          | OpenEdge 11.3 kiadás                                                                                | |
| 2014. augusztus    | OpenEdge 11.4 kiadás                                                                                | tartalmazott horizontális táblaparticionálást és ABL unit tesztelést. |
| 2014. december 17. | OpenEdge 11.5 kiadás                                                                                | tartalmazza a Pacific Application Server for OpenEdge-t. |
| 2015. október 26.  | OpenEdge 11.6 kiadás                                                                                | Progress alkalmazáskiszolgálóba épített WebSpeedet tartalmaz |
| 2017. március 31.  | OpenEdge 11.7 kiadás                                                                                | CDC-t és autentikációs átjárót tartalmaz |

## Szintaxis és szemantika
A Progress ABL egy erősen típusos, késői kötésű angol-szerű programozási nyelv. Habár eredetileg procedurális nyelvnek tervezték, a 10.1-es verzióval kezdődően kiegészítették objektumorientált nyelvtani elemekkel is, amely keverhető az eredeti procedurális stílussal. A kód egy blokkja lehet tranzakciós scope-ú is, ebben az esetben az adatbázis-változások akkor lesznek jóváhagyva, amikor a blokk befejeződik. Amennyiben hiba dobódik egy ilyen blokkba, akkor a változások visszavonásra kerülnek. Ezt a beépített funkcionalitást a fejlesztő felüldefiniálhatja.
Az egyszerű programok GUI nélkül futnak, de lehetőség van GUI-s alkalmazás létrehozására is a mellékelt eszközök segítségével.

## Példák

### Hello világ
A következő ABL-kód egy ablakot készít „Hello, világ!” felirattal, és azon egy „OK”-gombot.
```
DEFINE
 
VARIABLE
 
ablak
 
AS
 
HANDLE
 
NO-UNDO
.

CREATE
 
WINDOW
 
ablak
 
ASSIGN 

   
 
WIDTH 
=
 
50

    
HEIGHT 
=
 
5

    
MESSAGE-AREA 
=
 
FALSE

   
 
STATUS-AREA 
=
 
FALSE
.

CURRENT-WINDOW 
=
 
ablak
.

DEFINE
 
BUTTON
 
gomb
 
LABEL 
"OK"
 
SIZE
 
12
 
BY
 
1.2
.

FORM 

    
"Hello világ!"
 
VIEW-AS
 
TEXT
 
AT
 
COL
 
20
 
ROW
 
2

    
gomb
 
AT
 
COL
 
20
 
ROW
 
4

    
WITH
 
FRAME
 
keret
 
SIZE
 
50
 
BY
 
5
 
NO-BOX
 
THREE-D
.

VIEW
 
FRAME
 
keret
.

ENABLE
 
gomb
 
WITH
 
FRAME
 
keret
.

WAIT-FOR 
"CHOOSE"
 
OF
 
gomb
.

DELETE
 
OBJECT
 
ablak
.

```

Ugyanezt eredményezi egy „message-box” kirakása is:
```
MESSAGE 
"Hello világ!"

    
VIEW-AS
 
ALERT-BOX
 
INFO
 
BUTTONS
 
OK
.

```

Az ERROR vagy a WARNING használata az INFO helyett megváltoztatja a üzenethez tartozó ikont.
A legegyszerűbb  „Hello, világ” program, a következő:
```
DISPLAY 
"Hello világ!"
.

```

### Az SQL-esSELECTekvivalense
Az SQL-utasítás:
```
SELECT
 
*
 
FROM
 
vevo
;

```

Ugyanez Progress/ABL-kifejezéssel:
```
FOR
 
EACH
 
vevo
 
NO-LOCK
:

    
DISPLAY
 
vevo
.

END
.

```

### Az SQL-esUPDATEekvivalense
Az SQL-utasítás:
```
UPDATE
 
vevo
 

    
SET
 
uzletkoto
 
=
 
'Kovács István'

    
WHERE
 
vevokod
 
=
 
14
;

```

Ugyanez Progress/ABL-kifejezéssel:
```
FOR
 
vevo
 
WHERE
 
vevo
.
vevokod
 
=
 
14
 
EXCLUSIVE-LOCK
:

    
ASSIGN
 
vevo
.
uzletkoto
 
=
 
'Kovács István'
.

END
.

```

## Fordítás
Ez a szócikk részben vagy egészben  az   OpenEdge ABL című angol Wikipédia-szócikk ezen változatának fordításán alapul.  Az eredeti cikk szerkesztőit annak laptörténete sorolja fel. Ez a jelzés csupán a megfogalmazás eredetét és a szerzői jogokat jelzi, nem szolgál a cikkben szereplő információk forrásmegjelöléseként.